# Muzej sodobne umetnosti Metelkova
Muzej sodobne umetnosti Metelkova (kratica: MSUM) je muzej sodobne umetnosti, ki je del Moderne galerije Ljubljana. Muzej se nahaja na ljubljanski Maistrovi ulici 3, v bivši Belgijski vojašnici. Odprt je bil 26. novembra 2011 kot prvi muzej 21. stoletja v Sloveniji.
V muzeju se nahaja stalna zbirka sodobne umetnosti (nacionalna in tuja zbirka Arteast 2000+), gostujoče zbirke, pripadajoči razstavni program ter dokumentacija, knjižnica in restavratorska delavnica Moderne galerije.

## Zgodovina
Muzej je bil ustanovljen že leta 2004 z razdelitvijo Moderne galerije na Muzej sodobne umetnosti in Muzej moderne umetnosti.